# C/1963 A1
C/1963 A1(Ikeya)，也被稱為1963I或1963a，是一顆長週期彗星，由日本業餘天文學家的池谷薰於1963年1月2日凌晨用自制的口径21CM反射望远镜发现，是他發現的首顆彗星。這顆彗星最後一次經過近日點是在1963年3月21日，當時視星等達到了2.8等。

## 觀測歷史
這顆彗星是日本業餘天文學家池谷薰於1963年1月2日發現的，當時池谷薰19歲，使用自製的8吋望遠鏡。當時彗星位於平二西南方向三度，估計星等為 12等，呈彌散狀。第二天，他確認了發現彗星，將發現電報發送給東京天文台，並用布拉希爾天文照相儀拍攝了這顆新彗星的照片。
這顆彗星在被發現時正快速向南移動，1月25日後就無法從北半球觀測到。彗星在南半球天空進入拱極區，並於2月11日至13日期間位於南天極附近的南極座，然後向北移動。這顆彗星在二月逐漸變亮，2月15日是彗星與地球距離最近的一天，距離為0.327天文單位（4890萬公里；3040萬英里）。2月18日，這顆彗星長出了一條彗尾，經攝影估計其長度為8度，亮度達到三等星，肉眼可見。尾巴最初是簡單的直線形狀，但到月底其結構變得更加複雜。
1963年3月，這顆彗星再次出現在北半球。3月10日，這顆彗星的視星等估計為4.5等。跟據報導，3月21日（近日點）彗尾的長度已接近20度。彗星經過近日點後與太陽合相，因此無法被觀測到。4月12日，其距角達到最小值4°。
五月中旬，這顆彗星在早晨天空中出現，亮度超出預期，彗星變暗的速度較慢，亮度為7到8等。這顆彗星導致一些報導稱這是一顆新彗星，但攝影觀測顯示該區域只有一顆彗星，即池谷彗星。在六月中旬的長時間曝光照片中，彗尾長度超過半度。這顆彗星在九月和十月迅速變暗，最後一次被觀測到是在10月12 日。